# Jund
Jund, en plural ajnad, tot i que també és habitual junds (àrab: جند, jund, pl. اجناد, ajnād), és una paraula àrab que designava inicialment un exèrcit. Al temps dels omeies es donava aquest nom tant a les colònies militars com als districtes o governs militars. Els militars estaven estacionats en un lloc i eren mobilitzar per les campanyes de la primavera o per expedicions llargues.
Els primers quatre junds foren els de Homs, Damasc, al-Úrdun (Tiberíades) i Palestina (Jerusalem i Ascaló, i després Ramla). El califa Yazid I va crear el de Qinnasrin i Harun ar-Raixid el territori dels Awasim. El nom no es va aplicar fora de Síria i Palestina excepte a les colònies militars a l'Àndalus. Els membres del jund eren àrab i cobraven un sou amb càrrec a l'impost de la regió. Als militars els acompanyaven en les expedicions tropes auxiliars (xakiriyya) i voluntaris (mutatawwia) que no rebien sou. La divisió en junds va existir a Síria sota els omeies i els abbàssides i fins a l'època dels mamelucs.
A l'Àndalus, després del 743, es van crear explotacions agrícoles per als militars a nou districtes o coras, anomenades mujànnada, per a mantenir el jund. Al segle x els mercenaris estrangers van substituir l'organització en ajnad.
A Ifriqiya el jund era la guàrdia personal que formava el nucli de l'exèrcit, però mai l'exèrcit sencer.